# 北宋汝窯青瓷膽瓶
北宋汝窯青瓷膽瓶，燒製年代約為北宋哲宗至徽宗（1086－1106）之二十年間。為清宮傳世之汝窯（汝官窯）作品。

## 說明
圓口嵌銅釦，細頸，圓碩腹，圈足外撇加嵌銅邊。通體施天青色釉，釉質勻潤，釉面滿佈灰色開片，局部微現粉色光澤。底心刮去釉層，形成一無釉圓面，加塗黃色薄汁。沿邊鐫刻乾隆皇帝〈詠官窯溫壺〉御製詩，內容為：「通體純青纈細紋，用圜旅食古攸聞。難為兄固有其事，生二精陶實出群」。句末署「乾隆乙未春御題」（乾隆四十年，1775）紀年款識，並鈐「太璞」一印。 乾隆皇帝在這首詩中，表達出他將汝窯膽瓶看成是章生二窯，通過詩注的解說也得知此一資訊主要來自明人陸深《春風堂隨筆》的記載，也就是章生一和章生二兩兄弟各自主持一個窯廠燒造瓷器，章生二窯的成品質佳近於「官窯」，在他筆下遂勝過章生一窯。 對照河南省寶豐縣清涼寺窯址出土的標本，以及大英博物館的汝窯長頸瓶，從互為相似的頸腹、圈足中，得以推想此件作品原來亦具喇叭口長頸的造型特徵。